# نجد القبع (بعدان)

تعديل مصدري - تعديل

نجد القبع محلة تابعة لقرية القبع، التابعة لعزلة دلال بمديرية بعدان إحدى مديريات محافظة إب في الجمهورية اليمنية، بلغ تعداد سكانها 227 حسب تعداد اليمن لعام 2004.